# Schottentor
Das Schottentor war eines der Tore der Stadtmauer in Wien und wurde, nachdem Kaiser Franz Joseph I. am 25. Dezember 1857 die Auflassung der Stadtmauer und den Bau der Wiener Ringstraße bewilligt hatte, um 1860 abgetragen. Die Bezeichnungen Schottentor und Schottengasse (so die zum Tor führende Altstadtgasse) gehen auf das an die Gasse grenzende Schottenstift zurück.
Die Bezeichnung hat sich bis heute für den Kreuzungsbereich des Rings mit der Schottengasse bzw. Währinger Straße erhalten. Heute führt der Verkehrsknoten mit zweigeschoßiger Straßenbahnschleife und die später daran gebaute U-Bahn-Station Schottentor der Linie U2 diesen Namen.

## Geschichte

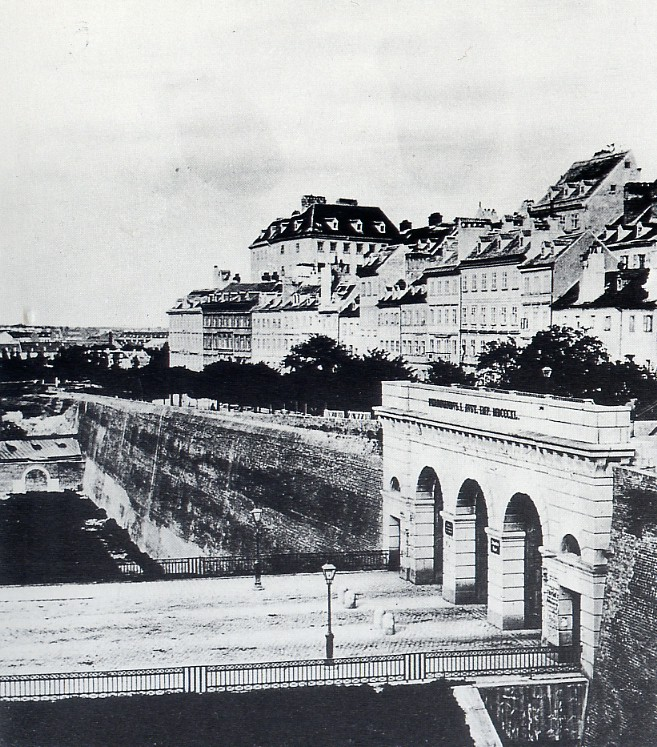
Das Schottentor, Teil der alten Wiener Stadtmauer, Blickrichtung Schottenbastei, kurz vor Beginn der Abbrucharbeiten 1860

Im Lauf der Jahrhunderte sind unter dem Namen Schottentor drei historische Bauwerke zu unterscheiden: das Tor der mittelalterlichen Stadtmauer, später das Tor der nach der ersten Türkenbelagerung verstärkten Renaissancemauer und schließlich das um 1840 errichtete letzte Stadttor dieses Namens.

### Das mittelalterliche Schottentor (13. Jahrhundert bis 1656)
Das mittelalterliche Schottentor bestand ungefähr 400 Jahre lang. Bis zu dessen Bau im Zuge der Errichtung der mittelalterlichen Stadtmauer, ins 13. Jahrhundert hinein, umgab die teilweise über 1000 Jahre alte Umwallung des römischen Legionslagers Vindobona die Stadt Wien und diente ihrem Schutz.
Im 12. Jahrhundert beschloss Herzog Leopold V. aus dem Geschlecht der Babenberger, ein neues Festungswerk zu errichten. Daraufhin entstand ein Bauwerk, das für beinahe 700 Jahre den Umfang der inneren Stadt bestimmen sollte, die Wiener Stadtmauer. Mit dem Bau dieses Befestigungsbauwerks begann auch die Geschichte des Schottentores. Erstmals nachweisbar ist es im Jahr 1276. Der über dem Tor gelegene Turm wurde 1418 erweitert und in ein Wohnhaus umbaute, das bis 1839 bestand.
Durch den Bau des Schottentores hatte die Stadt Wien nun sieben Stadttore. Die mittelalterliche Stadtmauer war eine mehr als 4,5 Kilometer lange Ringmauer mit 19 in die Mauer integrierten Türmen. Sie dürfte ungefähr sechs Meter hoch gewesen sein und etwa ein bis zwei Meter breit. Nur die Haupttore, das Kärntnertor und das Rotenturmtor, waren sozusagen eigenständige massige Torbauten. Sämtliche anderen Tore, so auch das Schottentor, befanden sich in einem der bis zu 22 Meter hohen Türme, die denselben Namen wie die Tore trugen, die sie beherbergten. Bei den Toren befanden sich die sogenannten Zwinger, Vorbauten mit Zinnen. Eine hölzerne Brücke führte vom Schottentor ausgehend über den Stadtgraben vor die Mauern der Stadt Wien.
Die beiden Haupttore zur Stadt befanden sich mit dem Kärntnertor (dem eigentlichen Haupttor der Stadt) im Süden bzw. mit dem Rotenturmtor im Nordosten. Von Westen kommend betrat man die Stadt durch das Schottentor oder das Widmertor, von Südosten her durch das Stubentor. An der Donau (heute Donaukanal) konnte man neben dem Rotenturmtor auch das Werdertor und das Salztor benützen, um in die Stadt zu gelangen. Die Zufahrt für Last- und Kaufmannswagen war aufgrund der Maut nur durch das Rotenturmtor gestattet, wo sich das „Mauthäusel“ befand.
Die Tore waren nur bei Tageslicht geöffnet, bei Einbruch der Dämmerung wurden sie geschlossen und die Torschlüssel von den Torwächtern der Stadtguardia dem Bürgermeister übergeben.
Im 15. Jahrhundert fand in unmittelbarer Nähe des Schottentores ein historisches Ereignis statt. Während der Belagerung der Stadt Wien durch die von ihrem König Matthias Corvinus geführten Ungarn lagerte Matthias’ Kerntruppe vor dem Schottentor.
Den Bewohnern oder Besuchern der Stadt Wien sind diese mehr als 700 Jahre alten Namen der mittelalterlichen Tore und Türme der alten Stadtmauer auch heute noch gegenwärtig. Sie existieren immer noch: in Straßenbezeichnungen, Bezeichnungen von U-Bahn-Stationen und so fort. Auch „Schottentor“ ist heute ein sehr bekannter Begriff in Wien.

### Das ältere Schottentor der Renaissancemauer (1656 bis 1840)

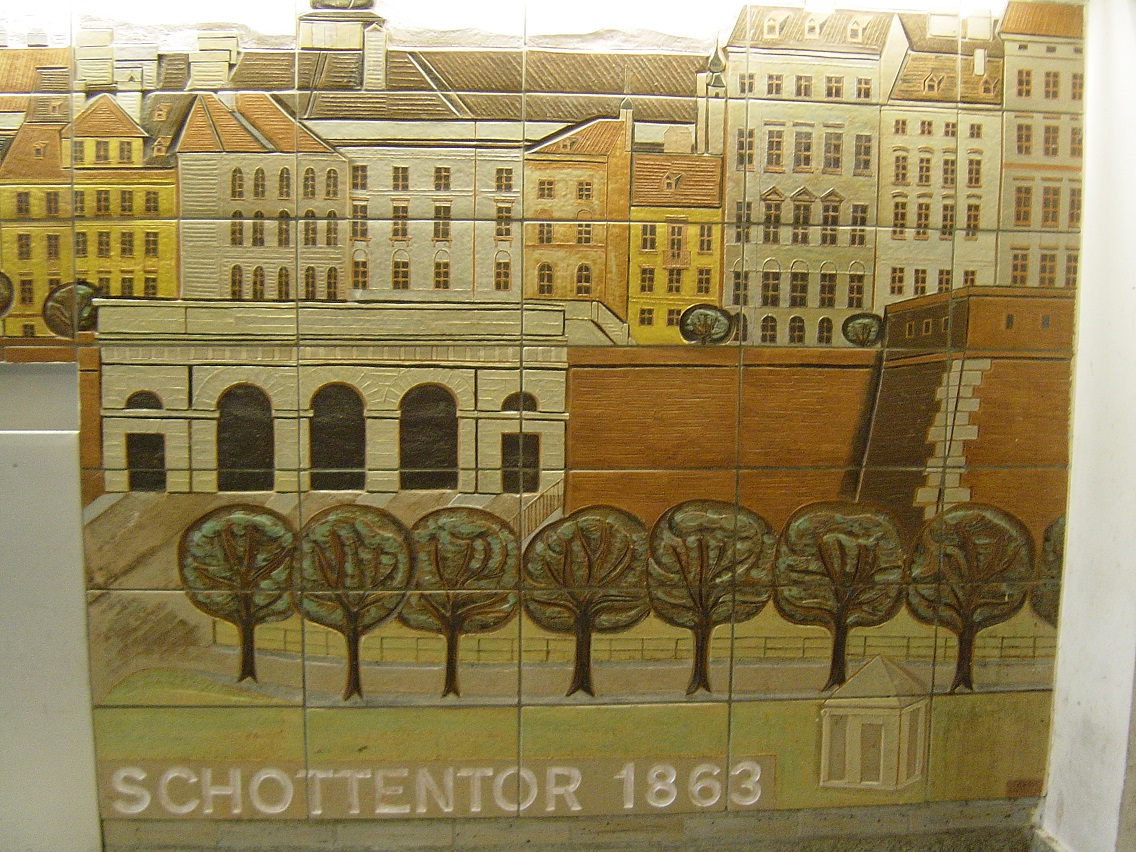
Schottentorbereich 1863 – Reliefdarstellung im Eingangsbereich des Realgymnasiums Schottenbastei

Dem ältesten Stadteingang mit dem Namen Schottentor folgte für 184 Jahre das ältere Schottentor der Renaissancemauer.
Nach der ersten Türkenbelagerung Wiens (1529) erkannte man, dass die Stadtmauer aus dem Mittelalter keine ausreichende Sicherheit mehr bot, und begann mit umfangreichen Umbauten der Mauer. Man ersetzte das alte Mauerwerk durch neuartige Wälle (Kurtinen) und die alten Türme durch Bastionen. So wurde mit dem Schottenturm aus dem Mittelalter auch das Schottentor abgebrochen und im Zuge der Errichtung der Kurtinen neu erbaut. Fertiggestellt wurde dieses ältere Schottentor der Renaissancemauer ungefähr 1656.
In der Regierungszeit Ferdinands III. wurde die Mauer erweitert. Unter anderem wurden zwischen den Bastionen sog. Ravelins errichtet. Vor dem Schottentor befand sich nun zu dessen besserem Schutz das Schottenravelin, das so wie das Tor um 1656 fertig errichtet war.
Von der Vorstadt im Westen kommend, konnte man das Schottentor über eine den Graben überspannende Brücke zum Schottenravelin und von dort über eine weitere Brücke bis zum Tor selbst erreichen.
Vor der Mauer und den Toren Wiens sahen die Menschen damals den Stadtgraben mit einer Breite von ungefähr 20 Meter und einer Tiefe von etwa sieben bis acht Meter, der vermutlich nur in Donaunähe ständig unter Wasser stand.
Aus Gründen der militärischen Sicherheit befand sich zudem angrenzend an die Mauer ein ca. 300 Meter breiter, unbebauter Bereich, das Glacis.
Die Torbauten waren mit großen schwarzen Quadersteinen verkleidet. Unter dem Schottentor befand sich eine wichtige Einrichtung: eine Wasserleitung in die Stadt zur Versorgung der Menschen in Wien.

### Das jüngere Schottentor der Renaissancemauer (1840 bis ca. 1860)

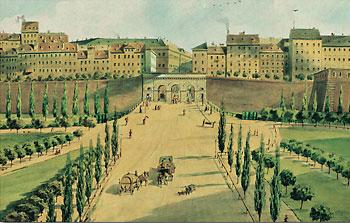
Das jüngere Schottentor der Renaissancemauer (von Carl Wenzel Zajicek; 1896)

1840 wurde das ältere Schottentor der Renaissancemauer abgebrochen und man errichtete ein Tor, das in seinen architektonischen Formen dem neuen, noch heute bestehenden Äußeren Burgtor ähnelte. Es war in zwei Tore für Fußgänger und drei relativ schmale Tore für Fahrzeuge gegliedert. Außerdem wurde die Brücke über den Stadtgraben verbreitert. Betrat man die Stadt durch das Tor, gelangte man geradewegs zum Schottenstift und zur Freyung. „Die fünf Torheiten“, wie der Volksmund das neue Schottentor bezeichnete, wurde allerdings nur 20 Jahre alt.
Sein Ende fand das Schottentor durch die Anordnung von Kaiser Franz Joseph I. vom 25. Dezember 1857, die Stadtmauern schleifen und an ihrer Stelle eine Prachtstraße, die Wiener Ringstraße, entstehen zu lassen. Im März 1858 begann man beim Rotenturmtor in der Nähe der heutigen Rotenturmstraße mit der Schleifung der Mauern, die Jahrhunderte überdauert, die Stadt beschützt, aber letztlich auch eingeengt hatten. Das Schottentor wurde um 1860 abgetragen. Die Ringstraße wurde offiziell 1865 eröffnet, war aber um das ehemalige Schottentor erst 1870 tatsächlich fertiggestellt und wurde zum Teil erst später verbaut. So wurde z. B. das Palais Ephrussi Ecke Universitätsring / Schottengasse 1872 / 1873 erbaut, das ihm am Ring gegenüber liegende Hauptgebäude der Universität Wien 1877–1884; das ihm an der Ecke Schottengasse / Schottenring gegenüber liegende Vorgängergebäude der 1909–1912 errichteten Hauptanstalt der Creditanstalt-Bankverein, ein großes Zinshaus,  bestand aber schon Mitte der 1860er Jahre.

### Verkehrsknoten
Heute treffen hier bei der U2-Station Schottentor neben der U-Bahn-Linie zehn Straßenbahnlinien (D, 1, 37, 38, 40, 41, 42, 43, 44, 71) und zwei Autobuslinien (1A, 40A) zusammen. Somit ist das Schottentor einer der größten Knoten des öffentlichen Verkehrsnetzes in Wien.